# José Maria Chaves dos Reis
José Maria Chaves dos Reis (ur. 21 listopada 1962 w Oeiras do Pará) – brazylijski duchowny katolicki, biskup Abaetetuby od 2013. 

## Życiorys
21 listopada 1996 otrzymał święcenia kapłańskie i został inkardynowany do prałatury terytorialnej Cametá. Po święceniach został rektorem niższego seminarium. W latach 2000–2006 pracował przy katedrze - początkowo jako wikariusz, a od 2002 jako proboszcz. W 2006 został rektorem wyższego seminarium oraz wikariuszem generalnym prałatury (od 2013 diecezji).
3 lipca 2013 papież Franciszek mianował go biskupem diecezji Abaetetuba. Sakry udzielił mu 5 października 2013 biskup Jesús María Cizaurre Berdonces.